# Atrichopogon flaviceps
Atrichopogon flaviceps är en tvåvingeart som beskrevs av Jean-Jacques Kieffer 1912. Atrichopogon flaviceps ingår i släktet Atrichopogon och familjen svidknott.
Artens utbredningsområde är Taiwan. Inga underarter finns listade i Catalogue of Life.